# Shorttrack op de Olympische Winterspelen 2010 - 500 m vrouwen

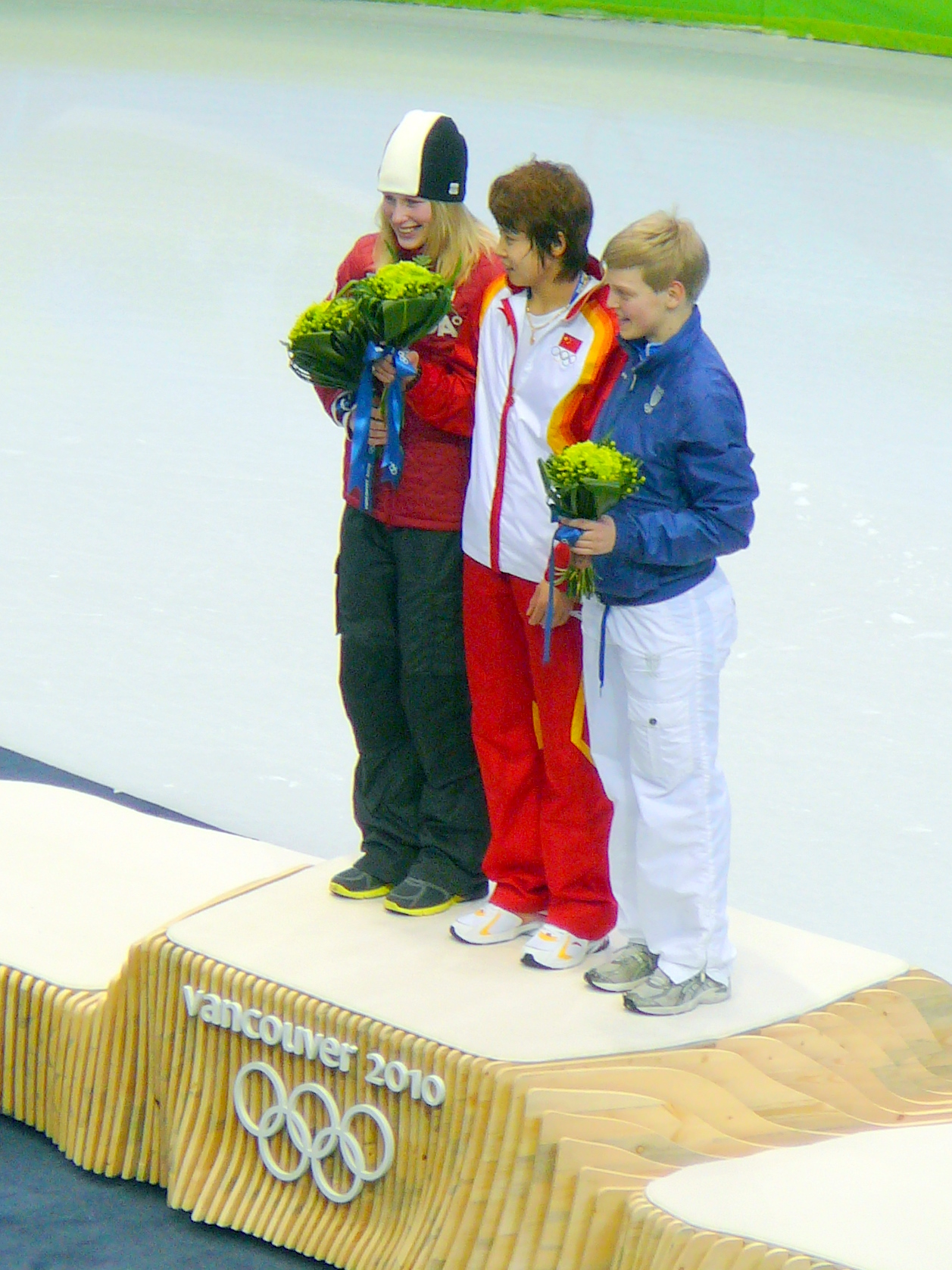
Medaille-uitreiking 500 m vrouwen

De 500 meter vrouwen tijdens de Olympische Winterspelen 2010 vond plaats in het Pacific Coliseum op zaterdag 13 februari met de voorronden, kwart- en halve finales en op woensdag 17 februari met de finales. Titelverdedigster was de Chinese Wang Meng.

## Uitslagen

### Heats
Heat 1
| # | Naam              | Land | Tijd   | Bijz. |
| - | ----------------- | ---- | ------ | ----- |
| 1 | Katherine Reutter | USA  | 44,187 | Q     |
| 2 | Cho Ha-ri         | KOR  | 44,313 | Q     |
| 3 | Stéphanie Bouvier | FRA  | 44,376 |       |
| 4 | Aika Klein        | GER  | 45,186 |       |

Heat 2
| # | Naam                | Land | Tijd   | Bijz. |
| - | ------------------- | ---- | ------ | ----- |
| 1 | Marianne St-Gelais  | CAN  | 44,708 | Q     |
| 2 | Sarah Lindsay       | GBR  | 44,716 | Q     |
| 3 | Tatjana Borodoelina | AUS  | 44,901 |       |
| 4 | Valerija Potjomkina | RUS  | 44,952 |       |

Heat 3
| # | Naam                 | Land | Tijd   | Bijz. |
| - | -------------------- | ---- | ------ | ----- |
| 1 | Wang Meng            | CHN  | 43,926 | OR, Q |
| 2 | Kateřina Novotná     | CZE  | 44,614 | Q     |
| 3 | Cecilia Maffei       | ITA  | 44,948 |       |
| 4 | Patrycja Maliszewska | POL  | 58,649 |       |

Heat 4
| # | Naam              | Land | Tijd     | Bijz. |
| - | ----------------- | ---- | -------- | ----- |
| 1 | Lee Eun-byul      | KOR  | 44,000   | Q     |
| 2 | Jessica Gregg     | CAN  | 44,009   | Q     |
| 3 | Jorien ter Mors   | NED  | 45,120   |       |
| 4 | Martina Valcepina | ITA  | 1.08,173 |       |

Heat 5
| # | Naam             | Land | Tijd   | Bijz. |
| - | ---------------- | ---- | ------ | ----- |
| 1 | Arianna Fontana  | ITA  | 44,482 | Q     |
| 2 | Alyson Dudek     | USA  | 44,560 | Q     |
| 3 | Annita van Doorn | NED  | 44,751 |       |
| 4 | Biba Sakurai     | JPN  | 45,146 |       |

Heat 6
| # | Naam              | Land | Tijd   | Bijz. |
| - | ----------------- | ---- | ------ | ----- |
| 1 | Zhou Yang         | CHN  | 44,115 | Q     |
| 2 | Kalyna Roberge    | CAN  | 44,254 | Q     |
| 3 | Yui Sakai         | JPN  | 44,341 |       |
| 4 | Liesbeth Mau Asam | NED  | 45,135 |       |

Heat 7
| # | Naam                      | Land | Tijd   | Bijz. |
| - | ------------------------- | ---- | ------ | ----- |
| 1 | Park Seung-hi             | KOR  | 44,221 | Q     |
| 2 | Elise Christie            | GBR  | 44,374 | Q     |
| 3 | Erika Huszar              | HUN  | 44,537 |       |
| - | Marina Georgieva-Nikolova | BUL  |        | DSQ   |

Heat 8
| # | Naam              | Land | Tijd     | Bijz. |
| - | ----------------- | ---- | -------- | ----- |
| 1 | Evgenia Radanova  | BUL  | 45,125   | Q     |
| 2 | Veronique Pierron | FRA  | 45,218   | Q     |
| 3 | Han Yueshuang     | HKG  | 48,625   |       |
| 4 | Zhao Nannan       | CHN  | 1.02,132 |       |

### Kwartfinales
Heat 1
| # | Naam              | Land | Tijd   | Bijz. |
| - | ----------------- | ---- | ------ | ----- |
| 1 | Katherine Reutter | USA  | 43,834 | Q, OR |
| 2 | Kalyna Roberge    | CAN  | 44,143 | Q     |
| 3 | Kateřina Novotná  | CZE  | 44,438 |       |
| 4 | Park Seung-hi     | KOR  |        | DSQ   |

Heat 2
| # | Naam             | Land | Tijd   | Bijz. |
| - | ---------------- | ---- | ------ | ----- |
| 1 | Wang Meng        | CHN  | 43,284 | Q, OR |
| 2 | Jessica Gregg    | CAN  | 43,956 | Q     |
| 3 | Evgenia Radanova | BUL  | 44,047 |       |
| 4 | Sarah Lindsay    | GBR  |        | DSQ   |

Heat 3
| # | Naam            | Land | Tijd   | Bijz. |
| - | --------------- | ---- | ------ | ----- |
| 1 | Zhou Yang       | CHN  | 44,106 | Q     |
| 2 | Arianna Fontana | ITA  | 44,257 | Q     |
| 3 | Cho Ha-ri       | KOR  | 44,306 |       |
| 4 | Alyson Dudek    | USA  | 44,588 |       |

Heat 4
| # | Naam               | Land | Tijd     | Bijz. |
| - | ------------------ | ---- | -------- | ----- |
| 1 | Marianne St-Gelais | CAN  | 44,316   | Q     |
| 2 | Lee Eun-byul       | KOR  | 44,582   | Q     |
| 3 | Elise Christie     | GBR  | 44,821   |       |
| 4 | Veronique Pierron  | FRA  | 1.10,899 |       |

### Halve finales
Heat 1
| # | Naam              | Land | Tijd   | Bijz. |
| - | ----------------- | ---- | ------ | ----- |
| 1 | Jessica Gregg     | CAN  | 43,854 | QA    |
| 2 | Arianna Fontana   | ITA  | 43,991 | QA    |
| 3 | Zhou Yang         | CHN  | 43,992 | QB    |
| 4 | Katherine Reutter | USA  | 44,145 | QB    |

Heat 2
| # | Naam               | Land | Tijd   | Bijz. |
| - | ------------------ | ---- | ------ | ----- |
| 1 | Wang Meng          | CHN  | 42,985 | QA OR |
| 2 | Marianne St-Gelais | CAN  | 43,241 | QA    |
| 3 | Kalyna Roberge     | CAN  | 43,633 | QB    |
| 4 | Lee Eun-byul       | KOR  | 43,899 | QB    |

### Finales
A-finale
| #      | Naam               | Land | Tijd   | Bijz. |
| ------ | ------------------ | ---- | ------ | ----- |
| Goud   | Wang Meng          | CHN  | 43,048 |       |
| Zilver | Marianne St-Gelais | CAN  | 43,707 |       |
| Brons  | Arianna Fontana    | ITA  | 43,804 |       |
| 4      | Jessica Gregg      | CAN  | 44,204 |       |

B-finale
| # | Naam              | Land | Tijd   | Bijz. |
| - | ----------------- | ---- | ------ | ----- |
| 5 | Zhou Yang         | CHN  | 44.725 |       |
| 6 | Kalyna Roberge    | CAN  | 44.824 |       |
| 7 | Katherine Reutter | USA  | 44.846 |       |
| 8 | Lee Eun-byul      | KOR  | 44.860 |       |